# Mi hija, Geum Sa-wol
Mi hija, Geum Sa Wol (romanización revisada, Nae Ddal, Geumsawol), es una serie de televisión surcoreana transmitida del 5 de septiembre del 2015 hasta el 28 de febrero del 2016 por medio de la cadena MBC
La serie contó con la participación invitada de Yoo Jae-suk, Oh Mi-yeon, Kim Ho-jin, Kim Ji-ho, entre otros...

## Historia
Geum Sa-wol, Oh Hye-sang y Joo Oh-wol, llegaron al orfanato el mismo día, pronto las tres crecieron juntas y se convirtieron en hermanas y las mejores amigas. El día que el orfanato se derrumba, Hye-sang descubre que los resultados de ADN habían sido confundidos, y que en realidad no era la hija biológica del rico Oh Min-ho, y que en realidad Sa-wol lo era. 
Ansiosa por criarse en la sociedad de clase alta, Hye-sang engaña al director del orfanato (quien resulta ser su padre biológico) y lo atrapa en el edificio derrumbado junto a Oh-wol, para esconder la verdad y termina siendo adoptada por Min-ho y su esposa Han Ji-hye.
Sin embargo poco después cuando Sa-wol también es adoptada por Min-ho y su esposa, celosa Hye-sang comienza a atormentarla, culparla y a utilizar artimañas para esconder la verdad, haciéndole la vida imposible a Sa-wol.
Las cosas se complican aún más cuando el primer amor de Min-ho, Shin Deuk-ye, (quien también es la mejor amiga de Ji-hye) regresa a su vida. En secreto Deuk-ye había dado a luz a su hija, quien accidentalmente fue cambiada en el hospital con otro bebé (esa bebé resulta ser Geum Sa-wol). 
Deuk-ye está casada con Kang Man-hoo, el chofer de la familia, quien a su vez dejó a su primera esposa Choi Ma-ri para tener una mejor vida con ella, sin embargo pronto Man-hoo comienza un amorío con Ma-ri.
Por otro lado Kang Chan-bin, el hijo de Ma-ri termina siendo criado como el hijo legal de Deuk-ye. Mientras que Chan-bin intenta ser un hijo obediente y amoroso, por el contrario Joo Se-hoon, el hijo de un prestamista intenta escapar de la vida que su padre creó para él.
Cuando Chan-bin y Sa-wol se conocen terminan enamorándose, y juntos tendrán que sobrepasar varios obstáculos.

## Reparto

### Personajes principales
| Actor         | Personaje     | Ocupación | Nº de episodios | Duración    |
| ------------- | ------------- | --------- | --------------- | ----------- |
| Baek Jin-hee  | Geum Sa-wol   | -         | 51              | 2015 - 2016 |
| Yoon Hyun-min | Kang Chan-bin | -         | 51              | 2015 - 2016 |
| Do Sang-woo   | Joo Se-hoon   | -         | 51              | 2015 - 2016 |
| Park Se-young | Oh Hye-sang   | -         | -               | 2015 - 2016 |
| Jeon In-hwa   | Shin Deuk-ye  | -         | -               | 2015 - 2016 |

### Personajes recurrentes
| Actor                                 | Personaje                                                    | Ocupación                                              | Nº de episodios | Duración    |
| ------------------------------------- | ------------------------------------------------------------ | ------------------------------------------------------ | --------------- | ----------- |
| Ahn Nae-sang                          | Joo Ki-hwang                                                 | -                                                      | -               | 2015 - 2016 |
| Song Ha-yoon Lee Do-yeon              | Lee Hong-do / Joo Oh-wol Joo Oh-wol (de pequeña)             | -                                                      | -               | 2015 - 2016 |
| Son Chang-min                         | Kang Man-hoo                                                 | Chofer / Esposo de Deuk-ye                             | -               | 2015 - 2016 |
| Kal So-won                            | Geum Sa-wol (de pequeña)                                     | -                                                      | -               | 2015 - 2016 |
| Jeon Jin-seo                          | Kang Chan-bin (de pequeño)                                   | Hijo de Choi Ma-ri                                     | -               | 2015 - 2016 |
| Park Sang-won                         | Oh Min-ho                                                    | Padre biológico de Sa-wol / Padre adoptivo de Hye-sang | -               | 2015 - 2016 |
| Do Ji-won                             | Han Ji-hye                                                   | Esposa de Min-ho                                       | -               | 2015 - 2016 |
| Kim Hee-jung                          | Choi Ma-ri                                                   | Exesposa y amante de Kang Man-hoo                      | -               | 2015 - 2016 |
| Park Won-sook                         | So Kook-ja                                                   | -                                                      | -               | 2015 - 2016 |
| Lee Yeon-doo Kwak Ji-hye Kim Go-eun   | Kang Dal-rae Dal-rae (de joven) Kang Dal-rae (de pequeña)    | -                                                      | -               | 2015 - 2016 |
| Kang Rae-yeon Kim So-eun Park Soo-bin | Kang Jjil-rae Jjil-rae (de joven) Kang Jjil-rae (de pequeña) | -                                                      | -               | 2015 - 2016 |
| Choi Dae-chul Jung Yoon-seok          | Im Si-ro (de joven)                                          | -                                                      | -               | 2015 - 2016 |
| Lee Na-yoon                           | Oh Hye-sang (de pequeña)                                     | -                                                      | -               | 2015 - 2016 |
| Ko Woo-rim Koo Seung-hyun             | Joo Se-hoon (de pequeño) Se-hoon (de joven)                  | -                                                      | -               | 2015 - 2016 |
| Yoon Bok-in                           | Yoo Kwon-soon                                                | -                                                      | -               | 2015 - 2016 |
| Kim Ji-young                          | Im Mi-rang                                                   | -                                                      | -               | 2015 - 2016 |
| Lee Tae-woo                           | Im Woo-rang                                                  | -                                                      | -               | 2015 - 2016 |
| Lee Jung-kil                          | Shin Ji-sang                                                 | -                                                      | -               | 2015 - 2016 |

### Otros personajes
| Actor       | Personaje | Ocupación | Nº de episodios | Duración |
| ----------- | --------- | --------- | --------------- | -------- |
| Sung Hyuk   | -         | -         | -               | -        |
| Lee Dong-ha | -         | Abogado   | -               | -        |

### Apariciones especiales
| Actor         | Personaje | Ocupación    | Nº de episodios | Duración |
| ------------- | --------- | ------------ | --------------- | -------- |
| Lee Young-ran | -         | Primera Dama | 1               | -        |

## Episodios
La serie estuvo conformada por 51 episodios, los cuales son transmitidos cada sábados y domingos a las 21:45hrs (zona horaria de Corea (KST)).

## Premios y nominaciones
| Año  | Categoría                                                | Premio                | Nominado (a)             | Resultado |
| ---- | -------------------------------------------------------- | --------------------- | ------------------------ | --------- |
| 2016 | Excellence Award, Actress                                | 9th Korea Drama Award | Park Se-young            | Ganó      |
| 2016 | Top Excellence Award, Actress                            | 9th Korea Drama Award | Baek Jin-hee             | Ganó      |
| 2015 | Top 10 Stars Award                                       | 34th MBC Drama Award  | Baek Jin-hee             | Ganó      |
| 2015 | Best New Actor in a Special Project Drama                | 34th MBC Drama Award  | Yoon Hyun-min            | Ganó      |
| 2015 | Best New Actor in a Special Project Drama                | 34th MBC Drama Award  | Do Sang-woo              | Nominado  |
| 2015 | Best New Actress in a Special Project Drama              | 34th MBC Drama Award  | Song Ha-yoon             | Nominada  |
| 2015 | Best New Actress in a Special Project Drama              | 34th MBC Drama Award  | Park Se-young            | Nominada  |
| 2015 | Best Young Actress                                       | 34th MBC Drama Award  | Kal So-won               | Ganó      |
| 2015 | Excellence Award, Actor in a Special Project Drama       | 34th MBC Drama Award  | Yoon Hyun-min            | Nominado  |
| 2015 | Excellence Award, Actor in a Special Project Drama       | 34th MBC Drama Award  | Son Chang-min            | Ganó      |
| 2015 | Excellence Award, Actress in a Special Project Drama     | 34th MBC Drama Award  | Baek Jin-hee             | Nominada  |
| 2015 | Excellence Award, Actress in a Special Project Drama     | 34th MBC Drama Award  | Park Won-sook            | Nominada  |
| 2015 | Top Excellence Award, Actress in a Special Project Drama | 34th MBC Drama Award  | Jeon In-hwa              | Ganó      |
| 2015 | Best Supporting Actress in a Special Project Drama       | 34th MBC Drama Award  | Do Ji-won                | Nominada  |
| 2015 | Best Supporting Actor in a Special Project Drama         | 34th MBC Drama Award  | Choi Dae-chul            | Nominado  |
| 2015 | Grand Prize (Daesang)                                    | 34th MBC Drama Award  | Jeon In-hwa              | Nominada  |
| 2015 | Drama of the Year                                        | 34th MBC Drama Award  | My Daughter, Geum Sa-wol | Nominado  |

## Producción
La serie fue desarrollada por Park Sung-eun.
Fue dirigida por Baek Ho-min y Lee Jae-jin, y escrita por Kim Soon-ok.
Contó con los productores Lee Eon-jeong y Hwang Jun-young (de la MBC), así como Ahn Hyeong-jo (de Jidam Inc.), también contaron con el productor ejecutivo Son Ok-hyun.
La serie contó con la compañía de producción "Jidam Inc." (previamente conocida como "Yein E&M"). Fue distribuida por la Munhwa Broadcasting Corporation (MBC).

### Emisión en otros países
| País      | Título                   | Cadena      | Fecha de Inicio          | Fecha de Finalización |
| --------- | ------------------------ | ----------- | ------------------------ | --------------------- |
| Filipinas | My Daughter Geum Sa-weol | GMA Network | 25 de septiembre de 2017 | -                     |